# Lakemba
Lakemba är en del av en befolkad plats i Australien. Den ligger i kommunen Canterbury och delstaten New South Wales, i den sydöstra delen av landet, omkring 14 kilometer sydväst om delstatshuvudstaden Sydney. Antalet invånare är 14 468.
Runt Lakemba är det mycket tätbefolkat, med 3 895 invånare per kvadratkilometer.. Närmaste större samhälle är Sydney, omkring 14 kilometer nordost om Lakemba. 
Runt Lakemba är det i huvudsak tätbebyggt. Genomsnittlig årsnederbörd är 1 380 millimeter. Den regnigaste månaden är februari, med i genomsnitt 200 mm nederbörd, och den torraste är juli, med 36 mm nederbörd.